# جون دي كريتز
جون دي كريتز (بالإنجليزية: John de Critz أو John Decritz؛ وُلد عام 1551 أو 1552 – دُفن في 14 مارس 1642) كان أحد الرسامين من أصل فلامنكي الذين نشطوا في البلاط الملكي الإنجليزي خلال عهدي الملك جيمس الأول والملك تشارلز الأول.

## المناصب والدور في البلاط الملكي
عُيّن دي كريتز في منصب "الرسام الرسمي للملك" (Serjeant Painter) سنة 1603، بدايةً بشكل مشترك مع الرسام ليونارد فراير، ولاحقًا اعتبارًا من عام 1610 شغل المنصب بالتشارك مع روبرت بيك الأكبر.
كان دوره يتضمن رسم اللوحات الملكية والبورتريهات الرسمية وتزيين القصور والمفروشات الملكية، بالإضافة إلى الإشراف على أعمال الزينة في المناسبات الرسمية والعروض المسرحية في البلاط.

## الأصول والأسلوب الفني
ولد دي كريتز في فلاندرز، ثم انتقل إلى إنجلترا في شبابه، حيث نشأ في كنف مجتمع من الفنانين الفلامنكيين المهاجرين. تأثر أسلوبه الفني بالمدرسة الفلامنكية في الرسم، وكان من أبرز من ساهموا في ترسيخ الفن البورتريهي الرسمي في إنجلترا خلال أوائل القرن السابع عشر.

## أبرز أعماله الفنية
تميّز جون دي كريتز بإسهاماته في رسم البورتريهات الرسمية للنبلاء والملوك، وبرزت أعماله كجزء أساسي من المظهر العام للبلاط الملكي في أوائل القرن السابع عشر.
من أبرز أعماله:
- بورتريه رسمي للملك جيمس الأول – من أكثر الأعمال التي نُسبت إليه، وغالبًا ما كانت تُستخدم في القاعات الرسمية والإهداءات الدبلوماسية.
- بورتريه للأمير هنري فريدريك (Henry Frederick, Prince of Wales) – يُعتقد أنه رسمه عام 1610 تقريبًا، قبل وفاة الأمير المبكرة.[12]
- مساهمته في تزيين المسارح والاحتفالات في البلاط، بما في ذلك تصميم الأزياء والديكورات في حفلات المساخر الملكية (masques)، وهو نوع من العروض المسرحية الشائعة في تلك الفترة.

ورغم أن توقيعه نادرًا ما وُجد على اللوحات، فإن أسلوبه الفني معروف بدقته في إبراز الملامح والتفاصيل الزخرفية في الملابس والمجوهرات، ما جعله خيارًا مفضلًا للبلاط في توثيق الشخصيات البارزة.

## العائلة والإرث الفني
ينتمي جون دي كريتز إلى عائلة من الفنانين، وكان لبعض أبنائه دور بارز في استمرار الإرث الفني داخل البلاط الملكي الإنجليزي.
كان من بين أبنائه:
- إيمانويل دي كريتز (Emmanuel de Critz): واصل مسيرة والده في مجال الرسم، وبرز أيضًا كرسام بورتريه ونال شهرة معقولة خلال النصف الأول من القرن السابع عشر. عُرف بمشاركته في بعض المشاهد الزخرفية والأعمال المسرحية في البلاط، كما يُعتقد أنه عمل مع أنتوني فان دايك في بعض المهام الفنية.[13]

ساهمت عائلة دي كريتز في ترسيخ تقاليد الرسم الرسمي والاحتفالي في إنجلترا، وارتبط اسمها بالفن المرتبط بالبلاط لأكثر من جيل.

## الوفاة
توفي جون دي كريتز ودُفن في 14 مارس 1642، بعد مسيرة فنية امتدت لعقود داخل أروقة البلاط الملكي الإنجليزي.